# Schlager '85
Schlager '85 är ett musikalbum med blandade artister. Det innehåller sånger som skrivits inför Melodifestivalen 1985 men aldrig kommit med.

## Låtlista
1. ABC - Style
2. Tissel Tassel - Elisabeth Andreasson
3. En sommardröm - Baden-Baden
4. Hoppets första blomma - Stefan Borsch
5. Plingelingeling - Kikki & Roosarna
6. Medan morgondagen gryr - Adolphson-Falk
7. En helt ny dag - Lotta Pedersen
8. När jag ser dig - Filippa Rundqvist
9. Julia - Göran Folkestad
10. Snart - Leyla Yilbar
11. Oh La La - Richard Häger
12. Vindarna vänder - Jonas Warnerbring
13. Hjärtat bankar - Anna Book
14. Lyckans hemlighet - Roosarna
15. Sweet backelit - Richard Häger
16. Stjärnljus - Annica Jönsson